# Padahastasana

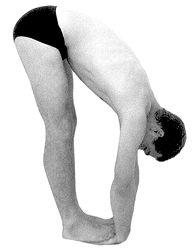
Ardha Pádahastásana

Pádahastásana (Dêvanágari पादहस्तासन IAST pādahastāsana) ou Uttanasana é uma das posições do ioga, uma anteflexão em pé.
Em sânscrito: páda é pé, pata, apoio, passo. Hasta é mão. Uttana é parte superior, reto, teso, esticado. Neste contexto designa a extensão feita na parte posterior das pernas e costas.

## Execução
Pés juntos, eleve os braços com inspiração. Toda a flexão pressupõem uma tração da coluna. Desça a frente soltando o ar e descontraindo o corpo. Mantenha as pernas estendidas, pés unidos e o corpo solto.
A posição torna-se completa (rája) quando a cabeça toca as pernas. Será considerada incompleta (ardha) enquanto isso não acontecer.

## Galeria de variações

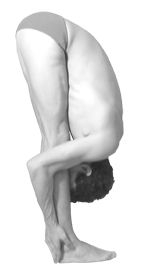
Sukha Pádahastásana
- Ardha Pádahastásana
- Rája Pádahastásana
- Mahá Pádahastásana